# Oscypek
Oscypek, Oszczypek (tiếng Ba Lan; số nhiều: oscypki) là một loại pho mát hun khói làm từ sữa cừu muối độc quyền ở vùng núi Tatra của Ba Lan. Oscarypek được thực hiện bởi các chuyên gia có tên 'baca'. Phô mai này là một loại phô mai ngày lễ truyền thống ở nhiều nước châu Âu. 

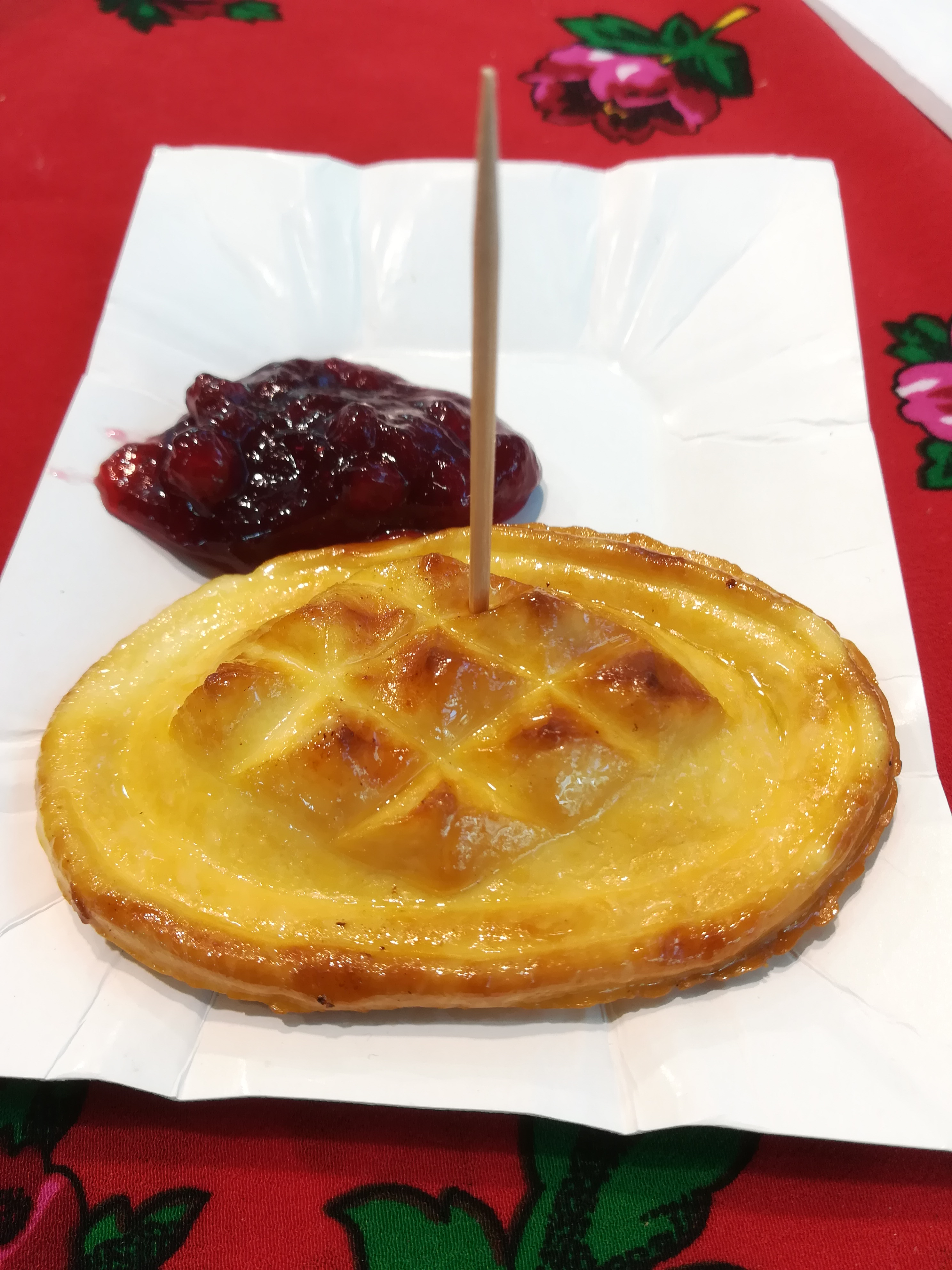
Oscarypek với nam việt quất

Một loại phô mai tương tự được sản xuất ở dãy núi Tatra Slovak dưới tên oštiepok. Các loại phô mai khác nhau về tỷ lệ thành phần của chúng, quy trình sản xuất phô mai và các đặc tính của sản phẩm cuối cùng. Oscarypek cần được làm từ ít nhất 60% sữa cừu và phải nặng từ 60 đến 80g và có kích thước từ 17 đến 23 cm. Nó chỉ có thể được sản xuất trong khoảng từ cuối tháng 4 đến đầu tháng 10, khi cừu được sử dụng được cho ăn trên cỏ núi tươi.
Oscypek được làm bằng sữa của loài cừu mặn, với việc bổ sung sữa bò sẽ được quy định nghiêm ngặt bởi các công thức bảo vệ. Sữa cừu muối chưa tiệt trùng trước tiên được chuyển thành phô mai, sau đó được rửa lại nhiều lần bằng nước sôi và vắt. Sau đó, khối được ép thành các hình dạng bằng gỗ, trục chính trong các hình dạng trang trí. Các mẫu này sau đó được đặt trong một thùng chứa nước muối trong một hoặc hai đêm, sau đó chúng được đặt gần mái nhà trong một túp lều bằng gỗ đặc biệt và được hun trong khói nóng lên đến 14 ngày.

Lần đầu tiên đề cập đến việc sản xuất phô mai ở dãy núi Tatra có từ thế kỷ 15, trong một tài liệu từ làng Ochotnica năm 1416. Công thức được ghi nhận đầu tiên cho Oscarypek được ban hành vào năm 1748 tại khu vực Żywiec. Ngoài ra còn có một hình thức nhỏ hơn gọi là redykołka, được gọi là 'em gái' của oscypek.